# Sejtszáj

Csillós

A sejtszáj vagy citosztóma (latinul: cytostoma) fagocitózisra kialakult sejtalkotó, gyakran mikrotubulusok által megtámasztott mélyedés vagy tölcsér. A sejtszájon keresztül a táplálék zárt vakuólumokba kerül. Csak egyes protiszták, például a csillósok és az Excavata rendelkeznek sejtszájjal. Példa erre a Balantidium coli nevű csillós. A többi protisztában és a többsejtűekben a sejt bármely részén végbemehet fagocitózis, illetve a táplálkozás abszorpcióval (felszívódással) is történhet.

## Szerkezet
A sejtszáj sejtfelszíni mélyedést alkot, és általában a sejtmag felé irányul. A sejtszáj elnevezés alatt általában az egész bemélyedést értik, de valójában az csak a mélyedés sejtfelszínhez közel eső részét jelenti. A mélyedés többi része a sejtgarat. A sejtgarat a sejtszájjal együttműködik a makromolekulák sejtbe vitelében. Ezen erős kapcsolatot a sejtszáj és a sejtgarat közt gyakran nevezik sejtszáj–sejtgarat komplexnek, más néven sejtgaratkészüléknek. Néhány esetben azonban a sejtszáj önállóan is végrehajtja a makromolekulák bevitelét. Ekkor a sejtszáj vezikulumok közvetlen létrehozásával viszi be a makromolekulákat.
A sejtszáj az alakját megtartó mikrotubulusokkal együtt működik. A mikrotubulusok egyik része triplett formában van jelen, és közvetlenül a sejtszáj membránja mellett van. Egy másik mikrotubulus-csoport az ostorok körüli membránhoz van közel, és négytagú.

### Sejtgarat
Az endocitózisban hasonlóan fontos a sejtgarat. Hosszú, csőszerű szerkezet, mely a sejtszáj körüli mélyedést alkotja. Bár a sejtgarat alakja nem állandó, általában a sejt hátulja felé irányul, és központi maghoz rögzül. A sejtciklus során hossza változik, átlagos hossza 8 μm. A sejtszájhoz hasonlóan mikrotubulusok csatlakoznak a sejtgarathoz is. Két mikrotubulus-csoport a sejtgarat útvonalát követi, ezek csatornaszerű szerkezetet alkotnak a sejtgarat körül. A sejtgarat egyik oldala nem kapcsolódik ezekhez a mikrotubulusokhoz, és azt „csupasznak” nevezik. Vezikulumok azonban vannak ezen az oldalon.

## Helye
A sejtszáj a legtöbb ostoros protozoonban azonos helyen található, a sejt elülső végén, az ostoreredés közelében. Ez szintén bemélyedés, és szintén az endocitózis helye. A sejtszáj nyílása nagyjából az ostoreredéssel egy szinten van.
A csillósok egy protozoontörzs, melyben a sejtszáj lehet apikális vagy laterális.

## Funkció
A sejtszáj–sejtgarat komplex először felveszi a makromolekulákat, ezek a sejtgarat lumenjébe jutnak, majd a sejt hátulsó végébe kerülnek, ahol a sejt más részeibe tartó vezikulumok felveszik a makromolekulákat. A makromolekulák útja a sejtszáj elejétől a sejtgarat hátulsó végéig legalább 2 percig tart. A sejtszáj az endocitózis fő helye a Trypanosoma cruzi epimasztigóta állapotában.

### Kapcsolatok
A sejtszáj a Trypanosoma cruzi ostorával kapcsolatban van. 2020-ig ez az egyetlen ismert példa arra, hogy egy endocitózisra és egy mozgásra használt sejtszervecske kapcsolódik egymáshoz.

### Kapcsolódó szerkezetek
Az ostoreredés az endocitózis másik helye ostoros protozoonokban. Ez az ostor körüli mélyedés, és az endocitózis, illetve az exocitózis helye is.

## Megtekintési módok
Számos módszer ismert a sejtszáj megtekintésére. E Eger et al. arannyal jelzett transzferrint használtak konfokális mikroszkópia mellett a sejtszáj megtekintéséhez. Ez alapján az arannyal való jelölés két helyen volt feltűnő: ezek egyik a sejtgarat alján, a másik a sejt rezervoszómájiban volt.
Egy másik kísérletben háromdimenziós rekonstrukcióval követett ionsugaras pásztázó elektronmikroszkópiát (FIB-SEM) használtak a sejtszáj–sejtgarat komplex háromdimenziós modelljének készítéséhez.

## Fordítás
Ez a szócikk részben vagy egészben  a   Cytostome című angol Wikipédia-szócikk ezen változatának fordításán alapul.  Az eredeti cikk szerkesztőit annak laptörténete sorolja fel. Ez a jelzés csupán a megfogalmazás eredetét és a szerzői jogokat jelzi, nem szolgál a cikkben szereplő információk forrásmegjelöléseként.